# هپپنر (اورگن)
هپپنر (به انگلیسی: Heppner ) شهری در شهرستان تیلموک ایالت اورگن است و در سرشماری سال ۲۰۱۱ میلادی، ۱٬۲۸۶ نفر جمعیت داشته که نسبت به سال ۲۰۱۰، −۰٫۰۸ درصد رشد جمعیت داشته‌است.